# Bouenza (departement)
Bouenza är ett departement i Kongo-Brazzaville. Det ligger i den sydvästra delen av landet, 170 km väster om huvudstaden Brazzaville. Antalet invånare är 434 925. Arean är 12 265 kvadratkilometer. Bouenza gränsar till Niari, Lékoumou och Pool.
Bouenza delas in i distrikten:
- Boko-Songho
- Kayes
- Kingoué
- Loudima
- Mabombo
- Madingou
- Mfouati
- Mouyondzi
- Tsiaki
- Yamba

samt städerna:
- Nkayi
- Madingou